# Cordylus rivae
Cordylus rivae är en ödleart som beskrevs av  George Albert Boulenger 1896. Cordylus rivae ingår i släktet Cordylus och familjen gördelsvansar. IUCN kategoriserar arten globalt som livskraftig. Inga underarter finns listade i Catalogue of Life.